# Pao (artista)
Pao, all'anagrafe Paolo Bordino (Milano, 28 ottobre 1977), è un artista italiano, attivo dal 2000 nel panorama dell'arte di strada; a partire dal 2007 lavora anche nella pittura su tela.

## Biografia
Pao si forma principalmente in teatro, dove lavora come fonico, tecnico di palcoscenico e macchinista con la compagnia di Dario Fo e Franca Rame, studia e lavora presso i laboratori del Teatro alla Scala di Milano. 
I suoi primi interventi da autodidatta nel campo della street art nascono nel 2000, nonostante non abbia una vera nascita nell'ambito del writing, ma si interessi soprattutto di re-interpretare il contesto urbano in modo creativo e giocoso: le sue opere più famose e conosciute sono i pinguini dipinti sui paracarri, i dissuasori della sosta trasformati in delfini, i pali della luce in margherite, i bagni pubblici in lattine Campbell, nati con ispirazione diretta a partire dall'oggetto stesso.

## Mostre ed esposizioni principali
Pao espone in molte occasioni a partire dal 2001. Tra le mostre più importanti: "Street art sweet art" del 2007 al PAC di Milano, dove espone l'opera Il velo di Maya;“Ceccarini underground” a Riccione nel 2008, dove decora il sottopasso di viale Ceccarini con un murale su pannelli con i suoi personaggi giocosi e colorati; la collettiva "Triennale design museum" alla Triennale di Milano nel 2010; la collettiva "Intralci" nel 2011 a Milano. Nel 2010 si svolge la prima personale "Mondotondo": Pao presenta in quest'occasione 40 opere di cui dipinti su tela, sculture, installazioni e opere su vetroresina, che trasformano lo spazio in un “Mondo Tondo” immaginario, abitato da diversi personaggi tra cui pinguini, coccodrilli, mostri, animali e vegetali resi con forme morbide, semplificate e tonde, che trasmettono allegria e che si muovono in una realtà nuova e fantastica, interpretata e rielaborata con ironia, vivacità, creatività.
Nel novembre del 2016 realizza 'La street art per la storia', in piazza dei Mercanti a Milano. Le opere vengono distrutte da alcuni vandali pochi giorni dopo l'inaugurazione.

## Temi e tecniche
Pao dipinge in strada utilizzando soprattutto lo spray, nelle opere su tela e altri supporti usa anche l'acrilico e l'inserimento di elementi in legno o altri materiali, sperimentando molto. Nel passaggio dalla strada alla tela usa tecniche e linguaggi diversi: in strada dialoga molto con il contesto, rispettando lo spazio e dando maggior importanza al messaggio che vuole comunicare e a colori forti e visibili; sulla tela dà molta importanza alla forma, indagando percorsi più complessi e discorsi più profondi. 
I soggetti delle opere sono generalmente fantastici, colorati, molto giocosi, ironici, spensierati. Attraverso sperimentazioni sui materiali, ricerche prospettiche, distorsioni visive e utilizzo di geometrie curve, Pao cerca di superare la bidimensionalità della tela, e in parallelo, la tridimensionalità del nostro mondo. Un esempio è l'opera Il velo di Maya: l'elemento tridimensionale fa la sua comparsa nella bidimensione del dipinto permettendo così al protagonista di superare i limiti della sua realtà, e come lui, anche noi possiamo entrare in una dimensione che va oltre la nostra.